# 池上麻里子
池上 麻里子（いけがみ まりこ、1968年12月13日 - ）は、日本の女性声優。かつては九プロダクションに在籍していた 。神奈川県出身。勝田声優学院を卒業。本名同じ。

## 出演作品

### テレビアニメ
- ジャングルの王者ターちゃん（アナウンス[1]、看護婦[1]）
- スペースオズの冒険（ニコラス）
- B'T X（女医師）
- ビット・ザ・キューピッド（アンドロメダの母）
- 若草物語 ナンとジョー先生（ナット・ブレイク[1][2]）

### OVA
- 銀河英雄伝説
- 世界の光 親鸞聖人（旅の子供）

### 劇場版アニメ
- 帰っておいでスヌーピー テレビ放映版（フリーダ）

### ゲーム
- ラングリッサー（戦闘隊長）

### 吹き替え
映画
- アフターショック/ニューヨーク大地震（リンダ）
- ミセス・ダウト フジテレビ版（ナタリー・ヒラード）

テレビドラマ
- 続・少林寺三十六房
- ピケット・フェンス ブロック捜査メモ
- バフィー 〜恋する十字架〜
- パワーレンジャー（ビフ・バルクマイヤー）

アニメ
- スヌーピーとチャーリーブラウン（フリーダ）

### テレビ番組
- 冒険アスファル島（ゼットの声）